# Varkenspootje
Varkenspootje (Cladonia uncialis) is een korstmossoort uit de familie Cladoniaceae.

## Determinatie

### Uiterlijke kenmerken
Varkenspootje is wittig, grijsgroen tot blauwgrijs van kleur. Het heeft geen grondschubben. De podetiën (takjes) zijn niet soredieus, glad en geheel zonder schubben. De takjes worden 3–5 cm hoog en 3 mm dik en zijn voorzien van bruine puntjes.
Zelden ontwikkelt het apothecia. In Nederland ontwikkelt het deze nooit. Als ze verschijnen, staan ze bovenaan de podentiën. Ze hebben bruine schijven met een diameter van 0,3–0,8 mm. 
Het heeft de volgende kleurreacties: K-, C-, KC+ (geel), P-, UV- (zelden UV+ wit).

### Microscopische kenmerken
In één ascus zitten 8 eencellige, kleurloze ascosporen met de afmetingen 10–15 × 3–3,5 µm

### Gelijkende taxa
Varkenspootje lijkt op ezelspootje (Cladonia zopfiii), maar verschilt door een UV+ witte reactie, opgeblazen karakter en de zichtbaar meer gele kleur.

## Ecologie
Varkenspootje groeit voornamelijk op zure, oligotrofe zandgronden of op rotsachtige ondergrond. Zo nestelt het zich op droog grasland, heidevelden, open bossen van de laaglanden tot het alpengebergte.

## Verspreiding
Het is wijdverspreid van het noordpoolgebied tot de loofboszone. In Nederland is het een vrij zeldzame soort, maar vrij algemeen in de duinen en op hoge zandgronden in het binnenland. Het staat op de Nederlandse Rode Lijst in de categorie kwetsbaar.